# Lissonota macra
Lissonota macra là một loài tò vò trong họ Ichneumonidae.